# Armases miersii
Armases miersii är en kräftdjursart som först beskrevs av M. J. Rathbun 1897.  Armases miersii ingår i släktet Armases och familjen Sesarmidae. Inga underarter finns listade i Catalogue of Life.